# SNCF BB 36000
Die französischen Elektrolokomotiven der Baureihen BB 36000 und BB 36300 wurden zwischen 1996 und 2002 von Alstom für die SNCF gebaut. Eine weitere Bezeichnung lautet Astride für Asynchron Tricurrent Drive Engine.
Sie sind mehrsystemfähig und werden von der SNCF vorwiegend im grenzüberschreitenden Güterverkehr zwischen Nordfrankreich, Belgien und Italien eingesetzt. Im Gegensatz zur Vorgängerbaureihe BB 26000 wurden Asynchronmotoren eingebaut. Der neu konstruierte Fahrzeugkopf war von Anfang an mit einem Dreilicht-Spitzensignal ausgestattet.
Von 2003 bis 2007 wurden alle 30 Loks der zweiten Serie zur BB 36300 modifiziert und für Mehrfachtraktionen angepasst.
Seit Dezember 2011 laufen die Maschinen auf dem französischen Streckenabschnitt der Verbindung Paris – Venedig auch im Personenverkehr des privaten Anbieters Thello.
Ein Teil der Lokomotiven der ersten Serie wurden seit 2018 für den Einsatz in Ungarn und anderen osteuropäischen Ländern angepasst. Seit Januar 2025 werden drei dieser Lokomotiven von der Magyar Államvasutak (MÁV) im IC-Dienst getestet. Die MÁV beabsichtigt 15 Lokomotiven für den Einsatz im Personenverkehr anzumieten. Sie werden als Reihe 490 eingereiht.